# Тімоті Дерейк
Тімоті Дерейк (нід. Timothy Derijck, нар. 25 травня 1987, Лідекерке, Бельгія) — бельгійський футболіст, захисник «Кортрейка».
Грав за молодіжну збірну Бельгії.

## Клубна кар'єра
Народився 25 травня 1987 року в місті Лідекерке. Вихованець футбольної школи клубу «Андерлехт».
У дорослому футболі дебютував 2005 року виступами за команду нідерландського «Феєнорда», в якій провів чотири сезони, взявши участь у 23 матчах чемпіонату.
Згодом з 2005 по 2008 рік грав також на правах оренди у складі команд клубів «НАК Бреда» та «Дендер».
Своєю грою за останню команду привернув увагу представників тренерського штабу клубу «АДО Ден Гаг», до складу якого приєднався 2008 року. Відіграв за команду з Гааги наступні три сезони своєї ігрової кар'єри. Більшість часу, проведеного у складі «АДО Ден Гаг», був основним гравцем захисту команди.
До складу клубу ПСВ приєднався 2011 року. Відіграв за команду з Ейндговена 43 матч в національному чемпіонаті та забив 4 м'ячі. Але у 2013 був відданий в оренду іншому нідерландському клубу — «Утрехту». По завершенні оренди провів лише одну гру за молодіжний склад ПСВ  перейшов до «АДО Ден Гаг», де отримував постійну ігрову практику.
З 2016 року грає у Бельгії. Спочатку протягом дох сезонів захищав кольори «Зюлте-Варегем», після чого на два роки став гравцем «Гента», у складі якого виходив на поле лише епізодично. 2020 року перейшов до лав «Кортрейка».

## Виступи за збірну
2003 року дебютував у складі юнацької збірної Бельгії (U-16), загалом на юнацькому рівні за команди різних вікових категорій взяв участь у 44 іграх, відзначившись 11 забитими голами.
У 2007 році залучався до складу молодіжної збірної Бельгії. На молодіжному рівні зіграв у 4 офіційних матчах.

## Титули і досягнення
- Володар Кубка Нідерландів (1):

ПСВ: 2011-12
- Володар Суперкубка Нідерландів (1):

ПСВ: 2012
- Володар Кубок Бельгії (1):

«Зюлте-Варегем»: 2016-17